# Michael McKean
Michael John McKean (* 17. října 1947) je americký herec, komik, spisovatel, skladatel a hudebník známý svým ztvárněním Leonarda "Lennyho" Kosnowskiho v sitcomu Laverne & Shirley a rolí Davida St. Hubbinse, hlavního zpěváka a rytmického kytaristy ve fiktivní kapele Spinal Tap, ve filmu Hraje skupina Spinal Tap.

## Filmografie
- Cracking Up (1977)
- 1941 (1979)
- Used Cars (1980)
- Young Doctors in Love (1982)
- Hraje skupina Spinal Tap (1984) (také scenárista)
- D.A.R.Y.L. (1985)
- Clue (1985)
- Jumpin' Jack Flash (1986)
- Double Agent (1987)
- Light of Day (1987)
- Planes, Trains and Automobiles (1987)
- Portrait of a White Marriage (1988)
- Short Circuit 2 (1988)
- Pozemšťanky jsou lehce k mání (1988)
- Willow (1988)
- Hider in the House (1989)
- The Big Picture (1989) (také scenárista)
- Flashback (1990)
- Book of Love (1990)
- True Identity (1991)
- Memoirs of an Invisible Man (1992)
- Man Trouble (1992)
- Coneheads (1993)
- Airheads (1994)
- Radioland Murders (1994)
- The Brady Bunch Movie (1995)
- Across the Moon (1995)
- Přátelé (1995) "The One with the List"
- Star Trek: Vesmírná loď Voyager - "The Thaw" (1996)
- Edie & Pen (1996)
- The Pompatus of Love (1996)
- Jack (1996)
- No Strings Attached (1997)
- Casper: A Spirited Beginning (1997)
- That Darn Cat (1997)
- Nothing to Lose (1997)
- Space Ghost Coast to Coast (1997) sám sebe
- Still Breathing (1997)
- The Man Who Counted (1998)
- Spinal Tap: The Final Tour (1998)
- The Pass (1998)
- Akta X - Dreamland (1998)
- Small Soldiers (1998) (voice)
- Archibald the Rainbow Painter (1998)
- With Friends Like These... (1998)
- Sugar: The Fall of the West (1998)
- Masters of Horror and Suspense (1999)
- Kill the Man (1999)
- True Crime (1999)
- Teaching Mrs. Tingle (1999)
- Mystery, Alaska (1999)
- Best in Show (2000)
- Beautiful (2000)
- Malý Nicky – Satan Junior (2000)
- My First Mister (2001)
- Never Again (2001)
- Dr. Dolittle 2 (2001)
- Slap Her... She's French (2002)
- Teddy Bears' Picnic (2002)
- The Guru (2002)
- Auto Focus (2002)
- 100 Mile Rule (2002)
- A Mighty Wind (2003)
- And Starring Pancho Villa as Himself (2003)
- Smallville (2004)
- The Producers (2005)
- Relative Strangers (2006)
- The Year Without a Santa Claus (2006) - Snow Miser
- For Your Consideration (2006)
- Joshua (2007)
- The Grand (2007)
- Divoké vlny (2007) (scény odstraněny)
- Adventures of Power (2008)
- Užívej si, co to jde (2009)
- Homeland - "Grace" (2011)
- The Dark Knight Returns - Part 1 - Dr. Wolper
- Spongebob v kalhotách (2012)
- American Dad! (2013)